# Xã Hogan, Quận Dearborn, Indiana
Xã Hogan (tiếng Anh: Hogan Township) là một xã thuộc quận Dearborn, tiểu bang Indiana, Hoa Kỳ. Năm 2010, dân số của xã này là 1.178 người.